# Semisulcospira libertina
Espèce
Synonymes
- Melania libertina Gould, 1859[2]

Statut de conservation UICN

LC : Préoccupation mineure
Semisulcospira libertina est une espèce de mollusques gastéropodes de la famille des Semisulcospiridae.

## Habitat
Cette espèce est dulcicole.